# Raiffeisen-Volksbank Aschaffenburg
Die Raiffeisen-Volksbank Aschaffenburg war eine deutsche Genossenschaftsbank mit Sitz in Aschaffenburg (Unterfranken).

## Geschichte
1878 als Hösbacher Darlehnskassenverein entstanden (Gebäude in der Hauptstraße in Hösbach bis 1976), entwickelte sich die Einrichtung ab 1914 zur Genossenschaftsbank mit mehreren Zweigstellen.
In den letzten Jahren kam es zu einigen Fusionen:
- 2000: Raiffeisenbank Mömbris eG, Sitz Mömbris mit Raiffeisenbank Aschaffenburg[4]
- 2010: Raiffeisenbank Kahl am Main eG, Sitz in Kahl am Main mit Raiffeisenbank Aschaffenburg eG[5]
- 2013: Raiffeisenbank Haibach-Obernau eG, Sitz in Haibach mit Raiffeisenbank Aschaffenburg eG[6]
- 2017: Raiffeisenbank Großostheim-Obernburg, Sitz in Großostheim mit Raiffeisenbank Aschaffenburg eG[7]
- 2019: Volksbank Aschaffenburg, Sitz in Aschaffenburg mit Raiffeisenbank Aschaffenburg eG[8]
- 2023: Raiffeisenbank Waldaschaff-Heigenbrücken eG, Sitz in Waldaschaff mit Raiffeisen-Volksbank Aschaffenburg eG[9]

Im Jahr 2024 fusionierte die Raiffeisen-Volksbank Aschaffenburg mit der Frankfurter Volksbank Rhein/Main rückwirkend zum 1. Januar 2024. Durch den Zusammenschluss beider Genossenschaftsbanken entstand gemessen an der Bilanzsumme damit Deutschlands größte Volksbank.

## Rechtsgrundlage
Rechtsgrundlagen der Bank waren ihre Satzung und das Genossenschaftsgesetz. Die Organe der Genossenschaftsbank waren der Vorstand, der Aufsichtsrat und die Vertreterversammlung. Die Raiffeisenbank Aschaffenburg war der amtlich anerkannten BVR Institutssicherung und der zusätzlichen freiwilligen Sicherungseinrichtung des Bundesverbandes der Deutschen Volksbanken und Raiffeisenbanken angeschlossen.

## Auszeichnungen
- 2007: „Ökoprofit-Betrieb 2007/2008“, „Agenda 21-Preis 2007“ (Stadt Aschaffenburg)
- 2014: „Familienfreundlich“ (Initiative Bayerischer Untermain)[15]
- 2019: „Ausbildungsbetrieb 2019“ (Industrie- und Handelskammer Aschaffenburg)[16]
- 2021: „Ausbildungsbetrieb 2021“ (Industrie- und Handelskammer Aschaffenburg)[17]
- 2022: „Ausbildungsbetrieb 2022“ (Industrie- und Handelskammer Aschaffenburg)[18]